# Hermanniella madagascarensis
Hermanniella madagascarensis är en kvalsterart som beskrevs av Balogh 1962. Hermanniella madagascarensis ingår i släktet Hermanniella och familjen Hermanniellidae. Inga underarter finns listade i Catalogue of Life.